# Tettigonia cinctella
Tettigonia cinctella är en insektsart som beskrevs av Taschenberg 1884. Tettigonia cinctella ingår i släktet Tettigonia och familjen dvärgstritar. Inga underarter finns listade i Catalogue of Life.